# Aphelandra decorata
Aphelandra decorata är en akantusväxtart som först beskrevs av Christian Gottfried Daniel Nees von Esenbeck, och fick sitt nu gällande namn av Wasshausen. Aphelandra decorata ingår i släktet Aphelandra och familjen akantusväxter. Inga underarter finns listade i Catalogue of Life.